# Luolong
Der Stadtbezirk Luolong (chinesisch 洛龙区, Pinyin Luòlóng Qū) ist ein Stadtbezirk in der chinesischen Provinz Henan, der zum Verwaltungsgebiet der bezirksfreien Stadt Luoyang gehört. Lulong hat eine Fläche von 490,7 km² und zählt 719.600 Einwohner (Stand: Ende 2018). Regierungssitz ist die Großgemeinde Guanlin 关林镇.
Auf Gemeindeebene setzt sich der Stadtbezirk aus zwei Straßenvierteln, vier Großgemeinden und zwei Gemeinden zusammen. 